# Liriomyza geniculata
Liriomyza geniculata är en tvåvingeart som beskrevs av Mitsuhiro Sasakawa 1992. Liriomyza geniculata ingår i släktet Liriomyza och familjen minerarflugor.
Artens utbredningsområde är Venezuela. Inga underarter finns listade i Catalogue of Life.